# Bierset
Bierset (în valonă Bièrzèt) este o secțiune a comunei belgiene Grâce-Hollogne, situată în Regiunea Valonă, în provincia Liège.
A fost o comună de sine stătătoare până la fuziunea comunelor din 1977.
Pe teritoriul său se află Aeroportul din Liège (cunoscut și sub denumirea de Aeroportul Liège-Bierset), precum și Baza aeriană Bierset, alături de o fermă seniorială remarcabilă din secolul al XVI-lea. Turnul acesteia s-a prăbușit în anul 1989.

## Demografie
- Surse: INS - 1831 până în 1970 = recensăminte, 1976 = numărul locuitorilor la 31 decembrie.